# Tewdwr ap Elise
Tewdwr ap Elise (floruit 925) est le dernier roi de  Brycheiniog.
Trewdwr fils d'Elise ap Tewdwr est le dernier souverain historiquement attesté du Brycheiniog.  Il est contraint de donner une grande partie de ses domaines en compensation de fonds destinés à l'Église qu'il avait détournés. Les généalogies se terminent avec son fils et il est probable qu'à cette époque le Brycheniog tombe sous l'autorité de Morgan  Hen de Gwent et soit inclus dans son nouveau royaume de Morgannwg.